# هاير ميوزك
هاير ميوزك (الانجليزية: H1GHR MUSIC) (هانغل: 하이어뮤직레코즈) هي شركة تسجيل عالمية لموسيقى الهيب هوب وموسيقى آر اند بي، أسسها الفنان الأمريكي الكوري جاي بارك وشريكه المنتج الأمريكي تشا تشا مالون عام 2017. تتمركز الشركة في سول، كوريا الجنوبية وتحديدًا في حي كانغنام، انشأت الشركة بهدف «سد الفجوة» بين الفنانين الكوريين والفنانين الأمريكيين ونشر الثقافة الكورية في الغرب، حاليًا تضم الشركة 17 فنان.

## تاريخ الشركة
انشأ جاي بارك الشركة مع تشا تشا مالون بهدف أن تكون شركة عالمية وبتنوع ثقافي أكبر من شركة بارك الأخرى AOMG التي تركز على الفنانين الكوريين والثقافة الكورية أكثر، من أهداف الشركة هو الترحيب بالفنانيين الجدد من مدينته سياتل، واشنطن ودعمهم كما الفنانين الجدد من كوريا الجنوبية عبر التعاونات الموسيقية لسد الفجوة بين فناني الهيب هوب الأمريكي والكوري، يشير الاسم (Higher) والذي يترجم باللغة العربية (أعلى) إلى هدف الفنانين في النمو والاستمرار بالصعود إلى الأعلى باستمرار، اقترح فنان الشركة Avatar darko بتبديل حرف i في كلمة Higher إلى الرقم 1.
اطلقت الشركة مع فنانين كانو قد انضموا إليها بالفعل إلى جانب مؤسسيها كالفنانين الكوريين: يولترون وسيك-كي وpH-1 بالإضافة للمنتجين ووقي وغروفي روم ‏، كما انضم فنانيين أمريكيين (سياتل) مثل Avatar Darko وRaz Simone وPhe Reds وJarv Dee.
انضم سيك-كي للشركة بعد مشاركته في برنامج Show Me the Money 4 وخروجه من شركته السابقة Grandline Entertainment، كما اصدر أغنيته الأولى Fly مع الشركة هاير ميوزك في ذات العام 2017، أصدر Raz Simone ألبومه الأول الذي يدعى Drive Theory بعد انضمامه.
لاحقًا في 2017 وقع المنتج موكيو (الذي عرف سابقًا باسم Thurxday) كما وقع مغني الراب وودي غوتشايلد بعد مشاركته في Show Me the Money 6.
وقع الرابر هاون مع الشركة في 2018 بعد فوزه ببرنامج الراب الكوري High School Rapper الموسم الثاني واصدر ألبومه المصغر الأول في ذات العام تحت عنوان Travel: NOAH.
كما أعلن المغني قولدن الذي عرف سابقًا باسم جي سول ‏ انضمامه لشركة هاير ميوزك بعد ما يقارب ١٧ عامًا من توقيعه مع جاي واي بي إنترتينمنت.
وقع مغني الراب بيغ ناتي في 2019 مع شركة هاير ميوزك بعد مشاركته في برنامج Show Me the Money 8.